# Znělec
Znělec (též fonolit) je výlevná magmatická hornina světle šedé až nazelenalé barvy. Samotný název ve většině jazyků vyjadřuje vlastnost horniny vydávat při poklepání zvuk, tedy znít. Obvykle obsahuje značný podíl živcových hornin a živce (s větším obsahem alkalických prvků), v menší míře plagioklasy. Používá se mj. pro výrobu dlažby, lze jej použít i pro výrobu tmavého znělcového skla. Rozpadá se tence deskovitou odlučností. Těží se pro štěrk.

## Vznik
Znělec je neobvyklý v tom, že se formuje z vysoce křemičitě nenasycených tavenin při nízkém stupni částečného tavení (méně než 10 %) vysoce hliníkových hornin zemské kůry jako je tonalit, monzonit a přeměněné horniny. Slabé natavení takových hornin uvolňuje hliník, draslík, sodík a vápník tavením živce s účastí mafických minerálů. Tavenina je podsycená oxidem křemičitým (křemenem), tj. ztuhlá hornina neobsahuje krystaly křemene.
Výskyt znělce je spojen s několika druhy geologických procesů a tektonických jevů, které mohou vést k tavení s potřebnými vlastnostmi. Patří sem pevninský vulkanismus horkých skvrn, jaký se může formovat nad plášťovými plumami přikrytými tlustou pevninskou zemskou kůrou. Žuly typu A a zásadité vulkanické provincie se obvykle spojují se znělcem. Znělce mohou také vznikat částečným tavením spodních žulových desek v kolizních orogénních zónách.

## Znělcové vrcholy v Česku
- Želenický vrch
- Bezděz
- Bořeň
- Hvozd
- Luž
- Jedlová
- Kunětická hora
- Kibička
- Milešovka
- Mariánský vrch v Ústí nad Labem
- Boreč
- Ortel
- Lipská hora v Českém středohoří
- Klíč
- Šemnická skála